# Piotr Lubiatowski
 Piotr Lubiatowski z Błociszewa herbu Ostoja (zm. przed 1511 r.) – dziedzic dóbr w Błociszewie, Lubiatowie Większym i Mączlinie.

## Życiorys
Piotr Lubiatowski pochodził z Błociszewa w Wielkopolsce. Jego ojcem był Stanisław Błociszewski a matką Apolonia Lubiatowska. Jego dziadkiem po mieczu był Jan Błociszewski. Posiadał dziedziczne części w Błociszewie oraz nabyte przez ojca części Lubiatowa Większego i Mączlina. Jego małżonką była Barbara Rogaczewska, córka Macieja, która w roku 1476 kupiła za 500 grzywien Rogaczewo od stryja ks. Tomasza Rogaczewskiego, pleban w Jaraczewie. Piotr Lubiatowski miał liczne potomstwo: Małgorzatę, Zofię, Jana, Piotra, Macieja i Marcina. Nie żył już w roku 1511, kiedy to jego małżonka zapisała 50 zł posagu Benedyktowi Pigłowskiemu, mężowi jej córki Małgorzaty. Piotr jako pierwszy spośród Ostojów pochodzących z Błociszewa zaczął używać nazwiska Lubiatowski dając początek rodzinie Lubiatowskich herbu Ostoja.